# Colin Rhodes

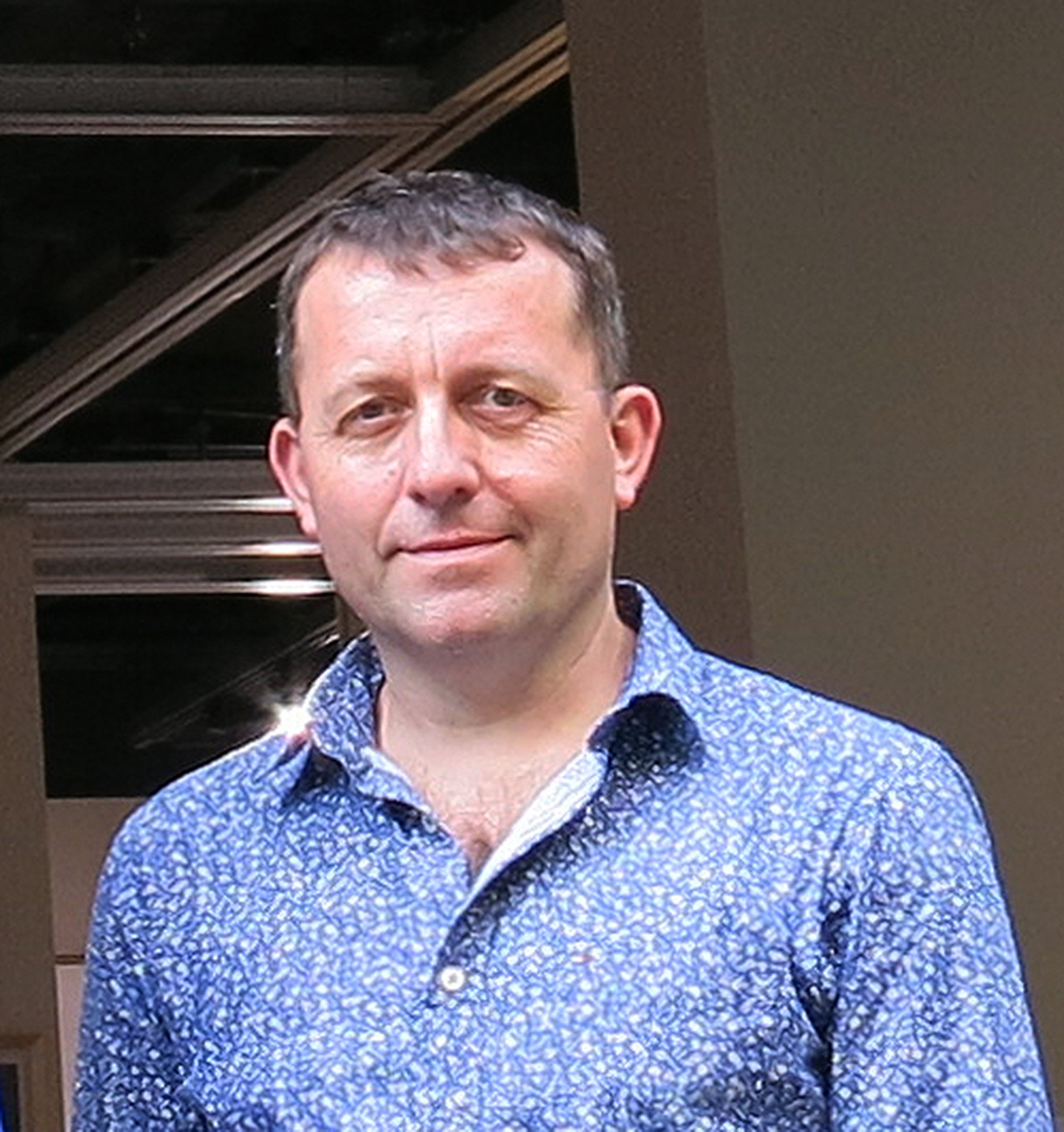
Colin Rhodes (2019)

Colin Rhodes (* 17. Dezember 1963 in Mexborough, South Yorkshire, England) ist ein britischer Künstler, Autor, Kurator und Pädagoge. Er hat langjährige Berufserfahrung im Hochschul- und Kunstbereich in Großbritannien, Australien und China, einschließlich des gemeinnützigen Sektors.

## Leben
Colin Rhodes wurde als Sohn von Colin and Beryl Rhodes in der Bergarbeiter- und Industrie-Stadt Mexborough geboren. Er studierte an der Goldsmiths University in London, die er 1986 mit einem Bachelor in Kunst und Kunstgeschichte mit Auszeichnung abschloss. Anschließend erwarb er 1987 den Master of Arts in Kunstgeschichte an der University of Essex und 1993 den Doktor der Philosophie in Kunstgeschichte.
Seit 1991 arbeitet er an Kunsthochschulen. Er war an der Fusion des Loughborough College of Art and Design mit der Loughborough University im Jahr 1998 beteiligt. Er war Dekan des Sydney College of the Arts der Universität Sydney (2006–2017) und Dekan der Kingston School of Art der Kingston University (2018–2019). Derzeit (Stand 22. Januar 2025) ist er Distinguished Professor an der Hunan Normal University in Changsha in China.

### Outsider Art
Rhodes’ Buch Outsider Art: Spontaneous Alternatives (2000) war ein wichtiger Beitrag zur kunsthistorischen Erforschung des Feldes der Outsider Art (oder Art Brut). Es lieferte eine der ersten ausgewogenen, internationalen Geschichten zu diesem Thema. Es war das erste Buch, das sich mit dieser umfassenden Geschichte aus einer akademischen Perspektive befasste und in mehrfacher Hinsicht innovativ war. Wichtig ist, dass sie die Kunst auf die gleiche Weise ansprach wie die von professionellen, ausgebildeten Künstlern und nicht als soziologische Kuriosität. Rhodes war Direktor von 2008 bis 2017 an der Universität Sydney gegründeten Self-Taught and Outsider Art Research Collection und Herausgeber von Elsewhere: International Journal of Self-Taught and Outsider Art. Er hat zahlreiche Ausstellungen kuratiert und stellt gelegentlich seine eigenen Arbeiten aus. Er hat zahlreiche Essays und Artikel in Büchern, Zeitschriften und Ausstellungskatalogen und mehrere Bücher zu Outsider-Kunst verfasst, darunter:
- 2022: Outsider Art: Art Brut and its Affinities
- 2021: 'Outsider Art in Australia’. Osservatorio Outsider Art, No.21, Spring, 14-29
- 2020: Nick Blinko
- 2015: Double Vision: A Shared Journey
- 2014: ‘Outsider Art’, in Encyclopedia of Aesthetics (Second Edition), edited by Michael Kelly, Oxford University Press, 2014, vol.5, pp.58-62, ISBN 978-0-19-937034-4
- 2008: ‘An Other Academy: Creative Workshops for Artists with Intellectual Disabilities,’ The International Journal of the Arts in Society, Vol. 3, No. 1, 129-134
- 2000: Outsider Art: Spontaneous Alternatives. World of Art

Seit Ende der 1990er Jahre sammelt er Werke der Outsider Art, darunter Purvis Young, Scottie Wilson, Madge Gill, Annemarie Grgich, Jungle Phillips und Anthony Mannix.
Er ist Autor verschiedener Bücher, die sich aus dem Kontakt mit Verlegern und anderen Autoren entwickelt haben. Diese Bücher sind auch in französischer, spanischer und finnischer Sprache übersetzt worden.
Er interessiert sich besonders für die Art und Weise, wie westliche Kunst und Kultur mit ihren vermeintlich anderen interagiert hat, sowie für jene Produktionskulturen, die am Rande der dominanten Kunstwelt existieren.
Rhodes’ Forschung konzentriert sich hauptsächlich auf die Bereiche der Kunstgeschichte und -theorie des 20. Jahrhunderts und der Gegenwart. Er hat viel über Modernismus, insbesondere Expressionismus in seinen vielen Formen, sowie über Self-Taught und Outsider Art geschrieben und Vorträge gehalten
Er war Kurator von folgenden wichtigen Ausstellungen:
- A Vision Forever Fresh: Last Works from Nico van der Endt’s Galerie Hamer, Galerie Atelier Herenplaats, Rotterdam, The Netherlands, 19 January – 6 April 2024
- The Anatomy Lesson Revisited, Sint-Amandus Chapel – Campo Santo, Ghent, Belgium, 2-18 June 2023; Cultuurhoek, Driebergen-Rijsenburg, The Netherlands, 29 September – 5 October 2023
- The Art That Dare Not Speak Its Name: Old and New Classics of Outsider Art, The Stash Gallery, London, 19 January – 18 February 2023
- Roger Ballen’s Theatre of the Mind, SCA Galleries, Sydney, 16 March – 30 April 2016; Te Uru Waitakere Contemporary Gallery, Auckland, New Zealand, 27 May – 20 August 2017
- (mit Paul Hoban, Kurator) Margin to Centre: Visionary Art. SASA Gallery, University of South Australia, Adelaide, 5 July – 5 August 2011
- Anne Marie Grgich: Archaeologies of the Everyday Extraordinary (Kuratorin), Sydney University Art Gallery, Sydney, Oktober–Dezember 2009
- José dos Santos (Kurator), Callan Park Gallery, SCA, University of Sydney, Sydney, März–April 2009
- Revealing the Human (Kurator), Arts Project Australia, Melbourne, September–Oktober 2009
- Amerikanische und europäische Außenseiter (Kurator), Orange Regional Gallery, Orange, September–November 2008
- Dissident Vision and Creations, Musée de la Création Franche, Bègles, Frankreich, September–November 2008
- Das Rätsel von Albert Louden (Kurator), Callan Park Gallery, SCA, Universität von Sydney, Sydney, April–Mai 2009
- Hans Hartman und Paulus de Groot (Kurator), Callan Park Gallery, SCA, Universität Sydney, Sydney, Juni 2009
- „Ich webe dir ein Leichentuch“: Rosemarie Koczÿs Holocaust-Mahnmal (Kuratorin), Callan Park Gallery, SCA, Universität Sydney, Sydney, Juli 2009
- Frische Kreation: Gérard Sendrey (Kurator), Callan Park Gallery, SCA, Universität Sydney, Sydney, September–Oktober 2009
- APA People (Kurator), Callan Park Gallery, SCA, Universität Sydney, Sydney, März 2010

## Schriften
Colin Rhodes hat viel über moderne und zeitgenössische Kunst geschrieben und Vorträge gehalten und ist Spezialist für Expressionismus, Primitivismus und Outsider Art.
Neben seinen Schriften über Outsider Art veröffentlicht Rhodes unter anderem folgende:
- Expressionism (= World of Art). Thames & Hudson, London 2025, ISBN 978-0-500-29775-9 (englisch, 272 S.).
- „Primitivismus: das verlorene, gefundene und neu erfundene Primordium“. In: K. Zijlmans und W. van Damme (Hrsg.): World Art Studies: Erforschung von Konzepten und Ansätzen. Valiz, Amsterdam, 2008, S. 385–99, ISBN 978-90-78088-22-6
- Mystical and Practical Impulses in Paul Klee’s Pedagogy. In: The International Journal of Arts Theory and History, 16/1 Mai 2021, S. 21-29 doi:10.18848/2326-9952/CGP/v16i01/21-29
- The World According to Roger Ballen. London and New York: Thames & Hudson, 2019, ISBN 978-0-500-54521-8
- Within the Ballenesque (Roger Ballen). In: Art News New Zealand, Vol. 37, No. 2, Winter 2017, 84-87
- Four “Outsiders’”, Four Women. Surrealism and the Psychic Elsewhere. In: P. Allmer (Hrsg.): Intersections. Women Artists/Surrealism/Modernism, Manchester University Press, 2016, ISBN 978-0-7190-9648-8
- ‘Introduction’, in Roger Ballen, The Theatre of Apparitions, London and New York: Thames & Hudson, 2016, S. 10-13, ISBN 978-0-500-54464-8
- ‘Cross-cultural Tendencies, Intellectual Echoes, and the Intersections of Practice: Ronald Lockett in the Artworld’, in B. Herman (Hrsg.): Fever Within: the art of Ronald Lockett, Chapel Hill: The University of North Carolina Press, 2016, S. 23-31, ISBN 978-1-4696-2762-5
- ‘Cobra’, in A. Martis, ed., Stedelijk Collection Reflections: Reflections on the Collection of the Stedelijk Museum Amsterdam. NAI Publishers, Amsterdam, 2012, pp.265-276, ISBN 978-94-6208-002-7
- ‘Expressionist Dial: Or Thinking Around Canonicity’, in ‘They Say You Can’t Draw!’ Thornton Dial, Sr., First Works-On-Paper, 1990–1991 edited by Bernard L. Herman, Chapel Hill: The University of North Carolina Press, 2012, pp.48-72, ISBN 978-0-8078-3529-6
- ‘Difficult Kirchner – alternative traditions, visual tensions, autodidactism’, in C. Weikop, ed. New Perspectives on Brücke Expressionism, London: Ashgate, 2011, pp.125-141, ISBN 978-1-4094-1203-8
- ‘Burlington primitive: non-European art in The Burlington Magazine before 1930,’ The Burlington Magazine, vol. 146, no. 1211, February 2004, 98-104 ISSN 0007-6287
- „Erfüllung von Wünschen im Werk eines autodidaktischen Künstlers: Die intime Existenz von Malcolm McKesson“, Art History, Bd. 25, Nr. 5, 2002, S. 649–75, ISSN 0141-6790
- Ian Breakwell: Vocals (4-CD-Set mit Klangwerken des Künstlers, herausgegeben und mit einem Essay von C. Rhodes), Loughborough University School of Art & Design, 2003, ISBN 1-900856-51-4
- Primitivismus und moderne Kunst, Thames & Hudson, London und New York, 1994, ISBN 0-500-20276-1
- Eine andere Akademie: Kreative Workshops für Künstler mit geistiger Behinderung The International Journal of the Arts in Society, Bd. 3, Nr. 1 2008, S. 129–34 ISSN 1833-1866[7]

## Ausstellungen (Auswahl)
- 2023: No Offense Meant. Xuefu Art Museum, Academy of Fine Arts, Hunan Normal University, Changsha, China
- 2022: Contemporary Revolution 2.0: A Reflection of Common Sense, 10Dence Platform, Sint-Amanduskapel (Campo Santo), Ghent, Belgien
- 2020: In and Out of the Frame. Gemeinschaftsausstellung Richard Bennaars, Anuja Hoogstad, Tim Soekkha, Galerie Atelier Herenplaats, Rotterdam
- 2018, 2019, 2021–2024: Korea-Australia Arts Foundation Art Prize. Finalist, Korean Cultural Centre, Sydney
- 2018 Jeonnam International SUMUK Biennale. Jeollanam-do, Südkorea
- 2017: Smashed Screens. Delmar Gallery, Ashfield, New South Wales, Australien
- 2014: I Want to Change the World. Gruppenausstellung, Guangzhou Academy of Fine Arts, Guangzhou
- 2014: Two Man Show. Gemeinschaftsausstellung Yoon, Jin-Sup, KunstDoc Gallery, Seoul, Südkorea
- 2014: From a Near Future Gruppenausstellung, Sydney College of the Arts Galleries, Universität Sydney
- 2011: When Good Curators Go Bad. Artspace MOP, Sydney
- 2008: Visions et Créations Dissidentes. Musée de la Création Franche, Bègles, Frankreich[8]

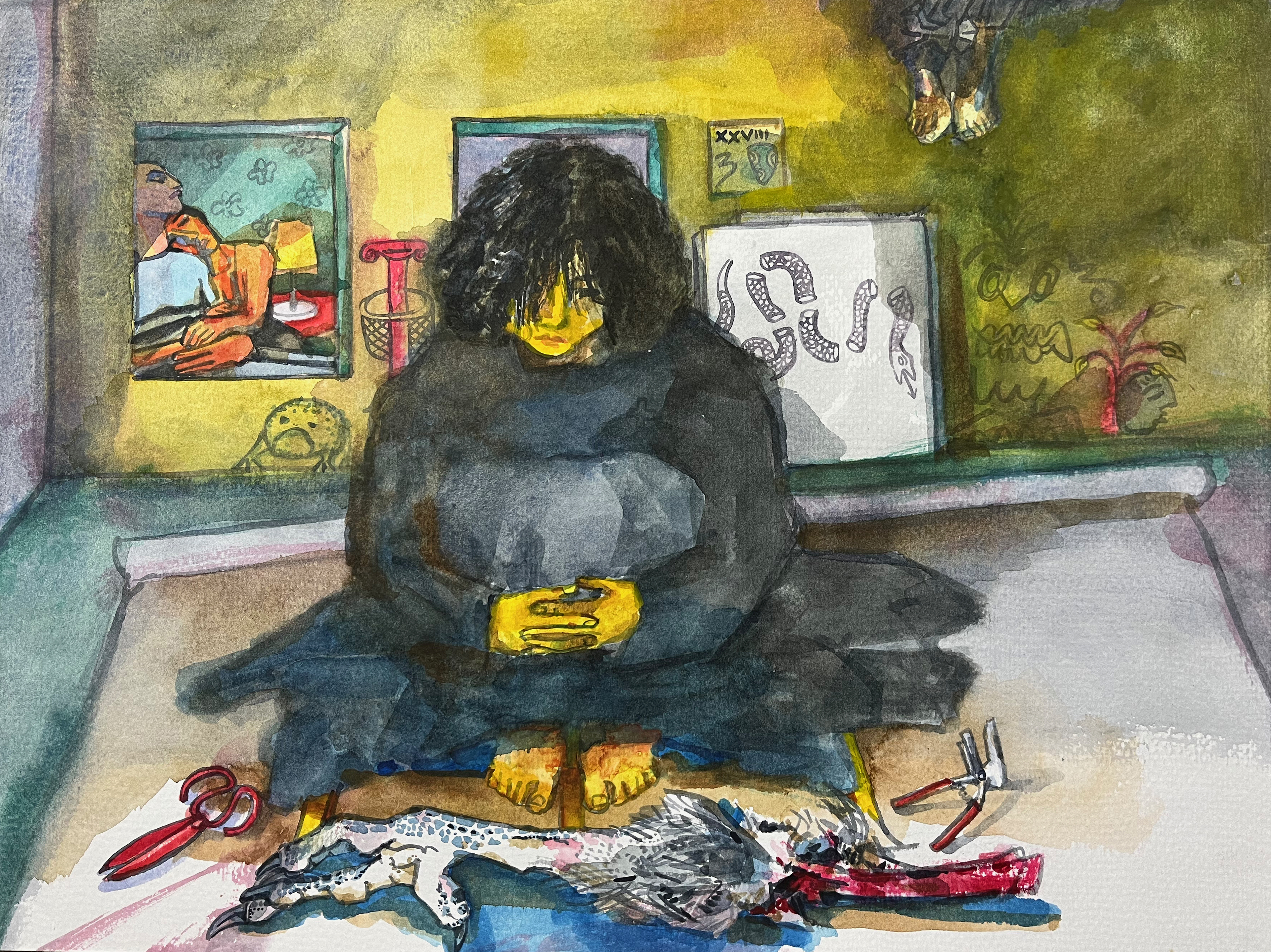
Conjure Woman, 2022
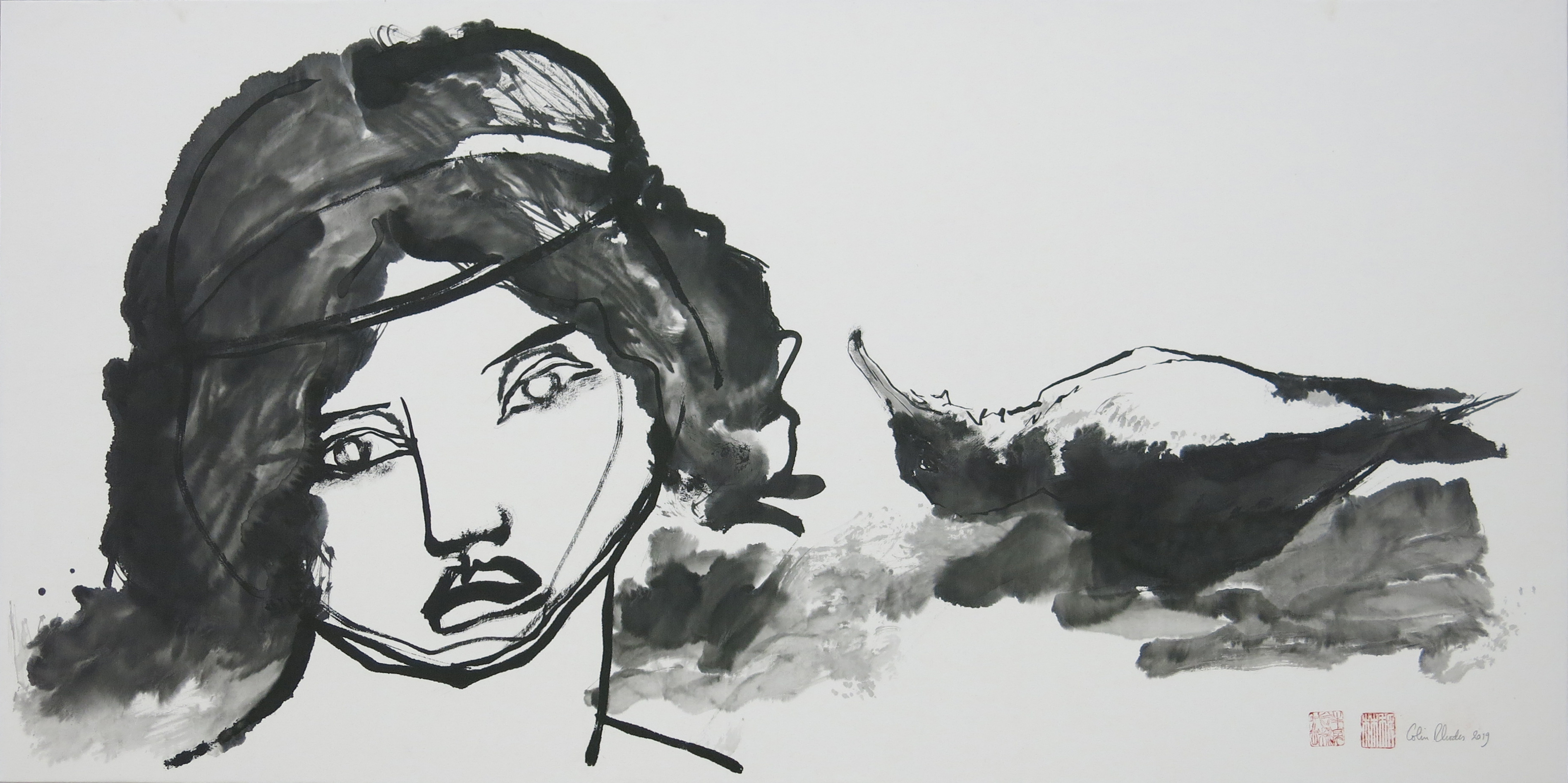
Double Portrait (Live and Death), 2019
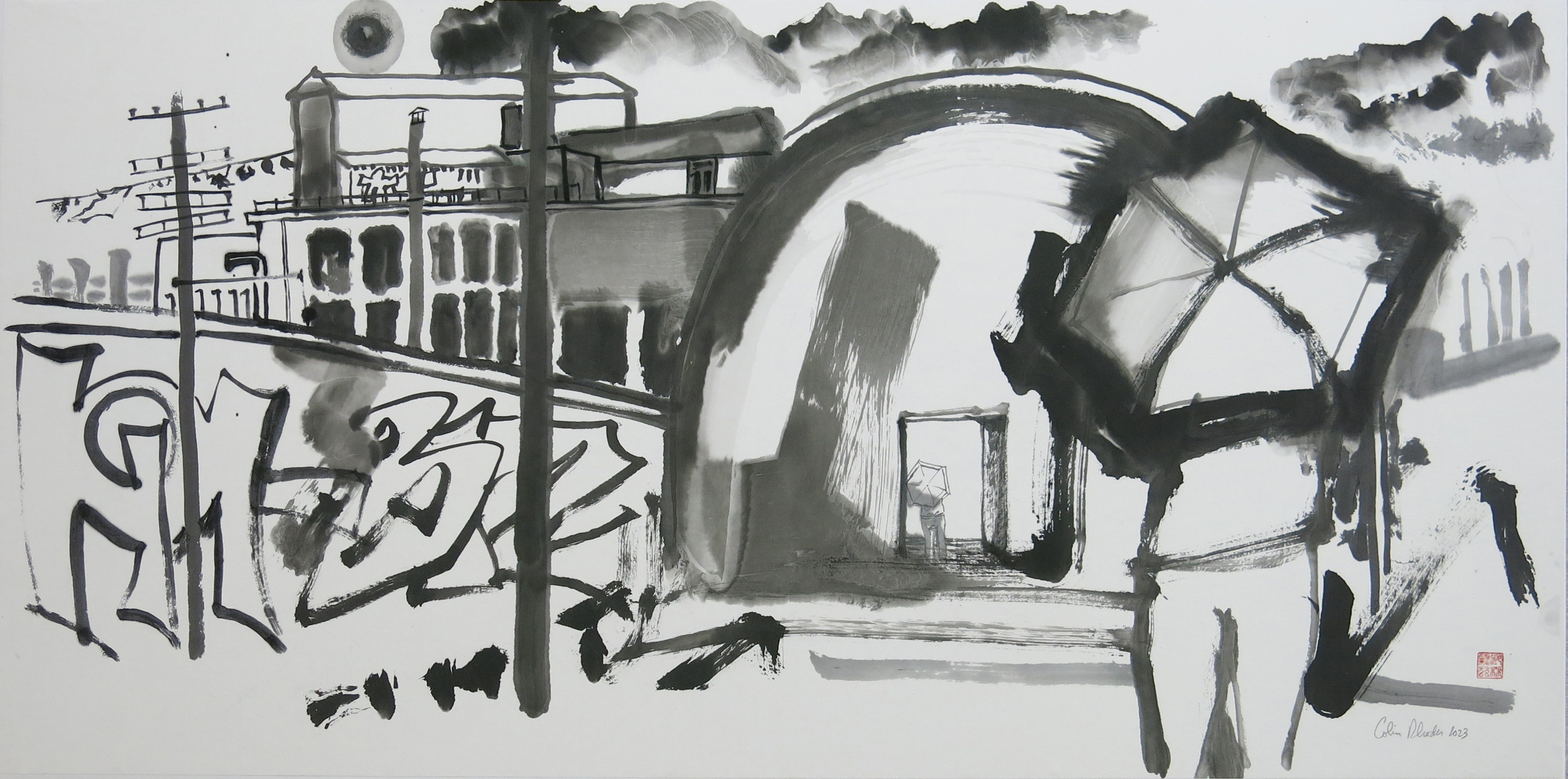
Umbrella Picture, 2023
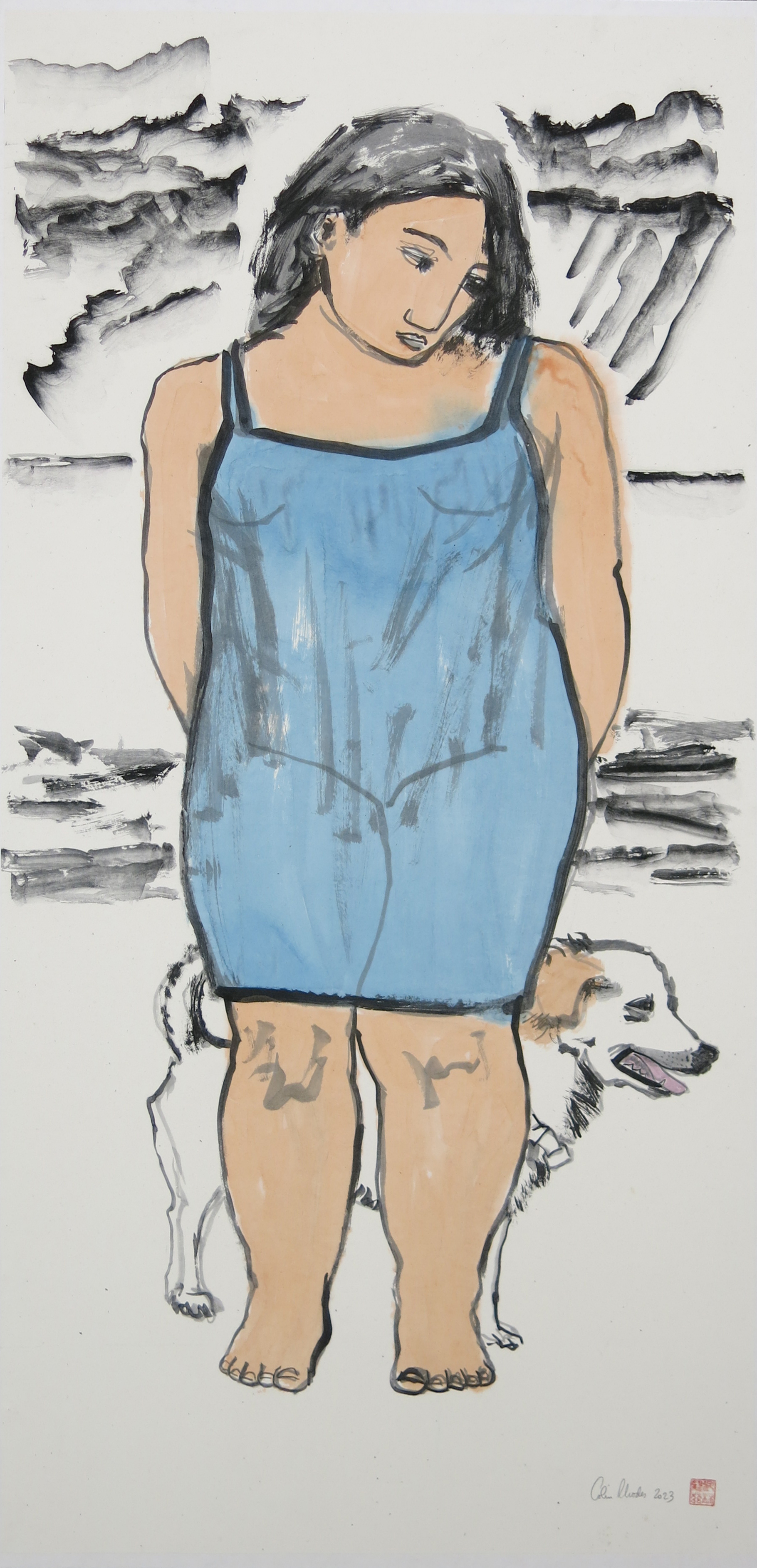
Woman and Dog by the Sea, 2023